# Kiran Mazumdar-Shaw
Kiran Mazumdar-Shaw (nascida em 23 de março de 1953) é um empresária bilionária indiana. Ela é a presidente executiva e fundadora da Biocon Limited e da Biocon Biologics Limited, uma empresa de biotecnologia com sede em Bangalore, na Índia, e ex-presidente do Indian Institute of Management, de Bangalore. Em 2014, ela foi premiada com a Medalha de Ouro Othmer por excelentes contribuições para o progresso da ciência e da química. Ela estava na lista das 50 melhores mulheres em negócios de 2011 do Financial Times. Em 2019, ela foi listada como a 68ª mulher mais poderosa do mundo pela Forbes. Ela foi nomeada EY Empresária Mundial do Ano, em 2020. Ela é casada com John Shaw.

## Infância e educação
Kiran Mazumdar nasceu em 23 de março de 1953, em Bangalore, estado de Karnataka, de pais Gujaratis. Ela foi educada na Bishop Cotton Girl's High School de Bangalore, graduando-se em 1968. Ela então frequentou o Mount Carmel College, de Bangalore, uma faculdade feminina que oferece cursos pré-universitários como afiliada da Universidade de Bangalore. Ela estudou biologia e zoologia, graduando-se na Universidade de Bangalore com bacharelado em zoologia, em 1973. Mazumdar esperava ir para a faculdade de medicina, mas não conseguiu obter uma bolsa de estudos.
Seu pai, Rasendra Mazumdar, era o mestre cervejeiro da United Breweries. Ele sugeriu que ela estudasse ciência da fermentação e treinasse para ser uma mestre cervejeira, um campo muito não tradicional para as mulheres. Mazumdar foi para o Ballarat College, da Melbourne University, na Austrália, para estudar malte e fabricação de cerveja. Em 1974, ela era a única mulher matriculada no curso de cervejeira e a primeira da turma. Ela obteve o grau de mestre cervejeira em 1975.
Ela trabalhou como estagiária de cervejaria em Carlton e United Breweries, Melbourne e como estagiária de malte em Barrett Brothers e Burston, na Austrália. Ela também trabalhou por algum tempo como consultora técnica na Jupiter Breweries Limited, em Calcutá, e como gerente técnica na Standard Maltings Corporation, de Baroda, entre 1975 e 1977. No entanto, quando ela investigou a possibilidade de seguir na carreira em Bangalore ou Delhi, lhe informaram que não poderia ser contratada como mestre cervejeira na Índia porque "é trabalho de homem". Ela começou a procurar oportunidades no exterior e lhe foi oferecida uma posição na Escócia.

## Biocon
Antes que Mazumdar pudesse se mudar, ela conheceu Leslie Auchincloss, fundadora da Biocon Biochemicals Limited, de Cork, na Irlanda. A empresa de Auchincloss produzia enzimas para uso nas indústrias de cerveja, embalagens de alimentos e têxteis. Auchincloss estava procurando um parceiro na Índia para ajudar a estabelecer uma subsidiária indiana para fornecer papaína a ele. Mazumdar concordou em assumir o cargo com a condição de que, se não desejasse continuar seis meses depois, receberia uma posição de mestre cervejeira comparável àquela que estava desistindo.

### Começando com enzimas
Após um breve período como gerente trainee na Biocon Biochemicals Limited, de Cork, na Irlanda, para aprender mais sobre o negócio, Kiran Mazumdar Shaw retornou à Índia. Ela começou a Biocon India em 1978 na garagem de sua casa alugada em Bangalore com um capital inicial de Rs.10.000. Embora fosse uma joint venture, as leis indianas restringiam a propriedade estrangeira a apenas 30% da empresa, o que significava que 70% da empresa pertencia a Kiran Mazumdar Shaw.
Inicialmente, ela enfrentou desafios de credibilidade por causa de sua juventude, gênero e seu modelo de negócios não-testado. Ela não conseguiu obter financiamento para sua empresa nos estágios iniciais de seus negócios. Um encontro casual com um banqueiro em um evento social finalmente lhe permitiu obter seu primeiro apoio financeiro. Ela também achou difícil recrutar pessoas para trabalhar para sua start-up, seu primeiro funcionário era um mecânico de garagem aposentado e sua primeira unidade estava em um galpão de aproximadamente 280 metros quadrados. O equipamento mais complicado de seu laboratório naquela época era um espectrofotômetro. Além disso, ela enfrentou os desafios tecnológicos associados à tentativa de construir um negócio de biotecnologia em um país com infraestrutura precária. Energia ininterrupta, água de boa qualidade, laboratórios estéreis, equipamentos de pesquisa importados e trabalhadores com habilidades científicas avançadas não estavam facilmente disponíveis na Índia naquela época.
Os projetos iniciais da empresa eram a extração de papaína (enzima do mamão usada para amaciar a carne) e isinglass (obtida de bagres tropicais e usada para clarificar cerveja). Dentro de um ano de sua criação, a Biocon India conseguiu fabricar enzimas e exportá-las para os EUA e a Europa, a primeira empresa indiana a fazê-lo. No final de seu primeiro ano, Mazumdar usou seus ganhos para comprar uma propriedade de 20 acres com planos de expansão no futuro.

### Expandindo para produtos biofarmacêuticos
Mazumdar liderou a evolução da Biocon de uma empresa de fabricação de enzimas industriais para uma empresa biofarmacêutica totalmente integrada, com um portfólio de produtos de negócios bem equilibrado e um foco de pesquisa em diabetes, oncologia e doenças autoimunes. Ela também estabeleceu duas subsidiárias: Syngene (1994), que fornece serviços iniciais de pesquisa e apoio ao desenvolvimento com base em contrato e Clinigene (2000), que se concentra em ensaios de pesquisa clínica e no desenvolvimento de medicamentos genéricos e novos. A Clinigene foi posteriormente fundida com a Syngene. A Syngene foi listada na BSE/NSE em 2015 e tem um valor de mercado atual de ₹ 23.000 crores.
Em 1984, Kiran começou a desenvolver uma equipe de pesquisa e desenvolvimento na Biocon, com foco na descoberta de novas enzimas e no desenvolvimento de novas técnicas para tecnologia de fermentação de substrato sólido. A primeira grande expansão da empresa ocorreu em 1987, quando Narayanan Vaghul, da ICICI Ventures, apoiou a criação de um fundo de capital de risco de US$ 250.000. Esse dinheiro permitiu à Biocon expandir seus esforços de pesquisa e desenvolvimento. Eles construíram uma nova planta com tecnologia proprietária de fermentação de substrato sólido baseada em um processo de cultura de bandeja semiautomatizado, inspirado em técnicas japonesas. Em 1989, a Biocon tornou-se a primeira empresa indiana de biotecnologia a receber financiamento dos EUA para tecnologias proprietárias.
Em 1990, a Mazumdar incorporou a Biocon Biopharmaceuticals Private Limited (BBLP) para fabricar e comercializar uma gama seleta de bioterapêuticos em uma joint venture com o Centro Cubano de Imunologia Molecular.

### Estabelecendo a independência
A Biocon Biochemicals da Irlanda foi adquirida de Leslie Auchincloss pela Unilever em 1989. A parceria com a Unilever ajudou a Biocon a estabelecer melhores práticas globais e sistemas de qualidade. Em 1997, a Unilever vendeu sua divisão de especialidades químicas, incluindo a Biocon, para a Imperial Chemical Industries (ICI). Em 1998, o noivo de Kiran Mazumdar, o escocês John Shaw, levantou pessoalmente US$ 2 milhões para comprar as ações pendentes da Biocon da ICI. O casal se casou em 1998, quando ela ficou conhecida como Kiran Mazumdar-Shaw. John Shaw deixou sua posição como presidente da Madura Coats para ingressar na Biocon. Ele se tornou vice-presidente da Biocon em 2001.
Em 2004, após procurar o conselho de Narayana Murthy, Mazumdar-Shaw decidiu listar a Biocon na bolsa de valores. Sua intenção era levantar capital para desenvolver ainda mais os programas de pesquisa da Biocon. A Biocon foi a primeira empresa de biotecnologia na Índia a emitir um IPO. O IPO da Biocon foi superado 33 vezes e seu primeiro dia de negociação fechou com um valor de mercado de US$ 1,11 bilhão,  tornando a Biocon a segunda empresa indiana a ultrapassar a marca de US$ 1 bilhão no primeiro dia de listagem.

### Inovação acessível
A crença de Mazumdar-Shaw na "inovação acessível" sempre foi uma filosofia por trás da expansão da Biocon. Inspirada pela necessidade de medicamentos acessíveis em países menos ricos, ela procurou oportunidades para desenvolver técnicas econômicas e alternativas de baixo custo. Ela também propôs que as empresas farmacêuticas sejam sensíveis aos custos no marketing para países em desenvolvimento, para que as pessoas possam comprar os medicamentos de que precisam, principalmente terapias crônicas.
Mazumdar-Shaw percebeu o potencial de mercado para as estatinas (drogas que combatem o colesterol) desde o início. Quando a patente do medicamento para baixar o colesterol lovastatina expirou em 2001, a Biocon se envolveu em seu desenvolvimento. Em seguida, a empresa expandiu para outras formas de estatinas. Parte de sua estratégia era firmar contratos de fornecimento de longo prazo, estabelecendo uma base de mercado confiável ao longo do tempo. As estatinas logo representaram mais de 50% da receita da empresa. A receita da empresa subiu de ₹ 70 crore em 1998, para ₹ 500 crore em 2004, quando se tornou pública.
A Biocon continua a expandir-se para novas áreas. As plataformas de expressão de leveduras oferecem uma alternativa desejável às culturas de células de mamíferos para a manipulação genética de células para uso em uma variedade de tratamentos com drogas. Leveduras metilotróficas unicelulares, como a Pichia pastoris, são utilizadas na produção de vacinas, fragmentos de anticorpos, hormônios, citocinas, proteínas de matriz e biossimilares.
As principais áreas de pesquisa da Biocon agora incluem câncer, diabetes e outras doenças autoimunes, como artrite reumatóide e psoríase. Por causa da alta porcentagem de pessoas na Índia que mascam bétele ou tabaco, a Índia é responsável por 86% dos cânceres de boca no mundo, conhecidos localmente como "bochecha de câncer". O diabetes é prevalente, e as pessoas que não usam sapatos correm o risco de ter um pequeno arranhão ou lesão e evoluir para gangrena ou "pé diabético".  A Biocon também está trabalhando em medicamentos para tratar a psoríase, uma doença pigmentar da pele.
Os biofármacos desenvolvidos pela empresa incluem insulina humana recombinante derivada de Pichia e análogos de insulina para diabetes, um anticorpo monoclonal anti-EGFR para câncer de cabeça e pescoço e um biológico para psoríase. A Biocon é a maior produtora de insulina da Ásia, e possui as maiores instalações de produção de anticorpos baseados em perfusão.
A partir de 2014, a Biocon direcionou cerca de 10% de sua receita para pesquisa e desenvolvimento, uma proporção muito maior do que a maioria das empresas farmacêuticas indianas. A Biocon registrou pelo menos 950 pedidos de patente com base em sua atividade de pesquisa. A Mazumdar-Shaw permaneceu ativamente engajada em aquisições, parcerias e licenciamentos nas áreas farmacêutica e biofarmacêutica, entrando em mais de 2.200 licenciamentos de P&D de alto valor e outros negócios entre 2005 e 2010.

## Atividades filantrópicas
Em 2004, Mazumdar-Shaw iniciou uma ala de responsabilidade social corporativa na Biocon, a Fundação Biocon. A Fundação se concentra em saúde, educação e infraestrutura, especialmente nas áreas rurais de Karnataka, que carecem de instalações de saúde.
Mazumdar-Shaw não gosta do termo "filantropia", acreditando que muitas vezes fornece correções temporárias em vez de abordar a causa raiz ou a situação subjacente. Ela prefere o termo "capitalista compassivo", acreditando que modelos de negócios adequadamente aplicados podem fornecer uma base contínua para o progresso social sustentável. Mazumdar disse uma vez: "A inovação e o comércio são ferramentas tão poderosas para criar progresso social quanto para impulsionar o avanço tecnológico. Quando eles são usados para o progresso social, a implementação é muito mais barata, muito mais pessoas se beneficiam e o efeito é mais duradouro." Em 2015, ela se juntou ao The Giving Pledge, prometendo que pelo menos metade de sua riqueza será dedicada à filantropia.

### Saúde
Estima-se que as áreas rurais da Índia tenham apenas um médico para cada duas mil pessoas, estima-se que 70 milhões de pessoas não tenham dinheiro para pagar uma consulta médica ou medicamentos. A Fundação Biocon está envolvida em vários programas de saúde e educação para beneficiar os setores economicamente mais fracos da sociedade indiana.

#### Programa de Proteção à Doença/Ajuda à Saúde
Com Devi Shetty do Hospital Narayana Hrudayalaya, Mazumdar-Shaw apoiou o desenvolvimento do Arogya Raksha Yojana (Programa de Proteção à Doença/Ajuda à Saúde). Por meio desse programa, a Fundação Biocon estabelece clínicas para oferecer atendimento clínico, medicamentos genéricos e exames básicos para quem não pode pagar. Em 2010, sete clínicas serviam cada uma uma população de 50.000 pacientes que viviam em um raio de 10 km, tratando no total mais de 3.00.000 pessoas por ano. As clínicas organizam exames de saúde gerais regulares em aldeias remotas, trazendo médicos e médicos de hospitais da rede. Para melhorar a detecção precoce do câncer, eles treinaram mulheres jovens como agentes comunitários de saúde, usando smartphones para enviar fotos de lesões suspeitas aos oncologistas do centro de câncer. Campanhas de saúde pública como "Rainha do Coração" educam as pessoas sobre questões específicas de saúde e promovem a detecção precoce de problemas como doenças cardiovasculares.
As clínicas funcionam com base em um modelo de seguro de saúde microfinanciado. A Biocon fornece medicamentos de baixo custo, obtendo um lucro insignificante por unidade, mas um lucro geral em volume devido à participação de grande número de pessoas. As clínicas também usam um plano de preços de "conveniência subsidiada", segundo o qual os clientes mais ricos pagam o preço total em troca da conveniência de agendar suas visitas e procedimentos em horários desejáveis, enquanto os pacientes mais pobres podem obter serviços baratos ou até gratuitos escolhendo horários menos desejáveis. Médicos e pesquisadores procuram oportunidades para usar tecnologia de ponta de forma a reduzir custos e garantir a qualidade do serviço.

#### Fundação Médica Mazumdar-Shaw
A morte de sua melhor amiga, Nilima Rovshen, e as doenças de seu marido e sua mãe com câncer, motivaram Mazumdar-Shaw a apoiar a pesquisa e o tratamento do câncer.  Em 2009, ela estabeleceu um centro de tratamento de câncer com 1.400 leitos, a Fundação Médica Mazumdar-Shaw, no campus Narayana Health City em Bangalore, colaborando com Devi Shetty de Narayana Hrudayalaya. Em 2011, ela adicionou um centro de terapia avançada com uma unidade de transplante de medula óssea e um centro de pesquisa. Seu objetivo é criar um centro de câncer de classe mundial.
A Mazumdar Shaw Medical Foundation é uma organização sem fins lucrativos e tem dois braços para apoiar sua causa, que são o Mazumdar Shaw Center for Translational Research e o Mazumdar Shaw Cancer Outreach Program.

### Educação
Em colaboração com a McMillan India Limited e a professora Prathima Rao, Mazumdar-Shaw apoiou o desenvolvimento e o uso de um livro básico de matemática, introduzido nas escolas Kannada em 2006.
Ela financiou um programa de pesquisa de vários anos criando a Biocon Cell for Innovation Management com Prasad Kaipa na Indian School of Business em 2009.

### A infraestrutura
Mazumdar-Shaw fala sobre a importância de melhorar a infraestrutura da Índia, enfatizando a necessidade de abordar questões como governança eficiente, criação de empregos e insegurança alimentar, hídrica e sanitária.
Biocon, Infosys e outras empresas tiveram um impacto significativo em Bangalore. Essas empresas atraem muitos cientistas que, de outra forma, iriam para o exterior. Outrora um "paraíso dos pensionistas", Bangalore é agora chamado de "o melhor ambiente de trabalho urbano na Índia". O Biocon Park, construído em 2005, é um campus de noventa acres com cinco mil funcionários. Fora da cidade desenvolvida, no entanto, a infraestrutura ainda é precária.
Mazumdar-Shaw é defensora de um bom governo e infraestrutura. Ela apoiou a Força-Tarefa da Agenda de Bangalore, uma iniciativa de SM Krishna e Nandan Nilekani para melhorar a infraestrutura e o padrão de vida da cidade. Mazumdar-Shaw faz parte da Bangalore City Connect Foundation, um fundo sem fins lucrativos para discussão de questões cívicas, envolvendo tanto as partes interessadas urbanas quanto o governo. A Mazumdar-Shaw está ativamente engajada na reforma urbana, em parceria com a Jana Urban Space Foundation e o governo local para melhorar as estradas. Ela também está envolvida no Comitê de Ação Política de Bangalore (BPAC), que analisa e recomenda os candidatos que concorrem às eleições.
Após a enchente de 2009, Biocon, Infosys e Wipro se comprometeram a reconstruir casas para as vítimas das enchentes no norte de Karnataka. A Biocon se comprometeu a construir 3.000 casas a um custo de Rs 30 crore.

## Membros do conselho
Mazumdar-Shaw é membro do conselho de diretores da Indian School of Business, membro do conselho do MIT, EUA até 2023, e ex-membro do conselho de diretores do Indian Institute of Technology Hyderabad.

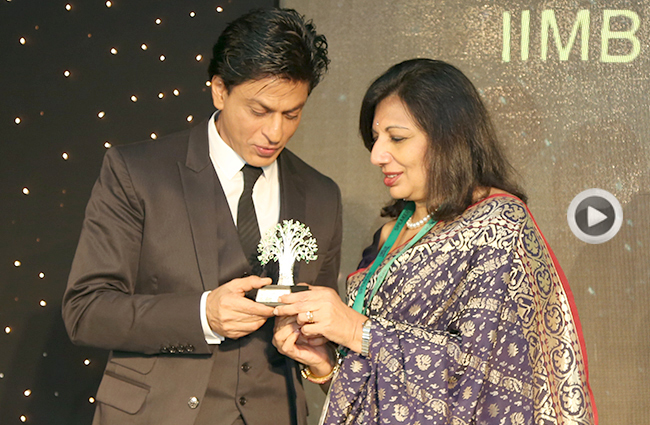
[http://www.iimb.ernet.in/node/8422 Dra. Kiran Mazumdar-Shaw, Presidente do Conselho de Governadores, IIMB, com Shah Rukh Khan durante o IIMBUE 2015, em 11 de dezembro

Em fevereiro de 2014, Mazumdar-Shaw tornou-se a primeira mulher a chefiar o conselho de administração do Indian Institute of Management Bangalore (IIMB).
Ela é diretora independente do conselho da Infosys. Ela também é membro do Corpo Geral da Maharashtra State Innovation Society, e do conselho consultivo da MIT Jameel Clinic.

## Prêmios e honras

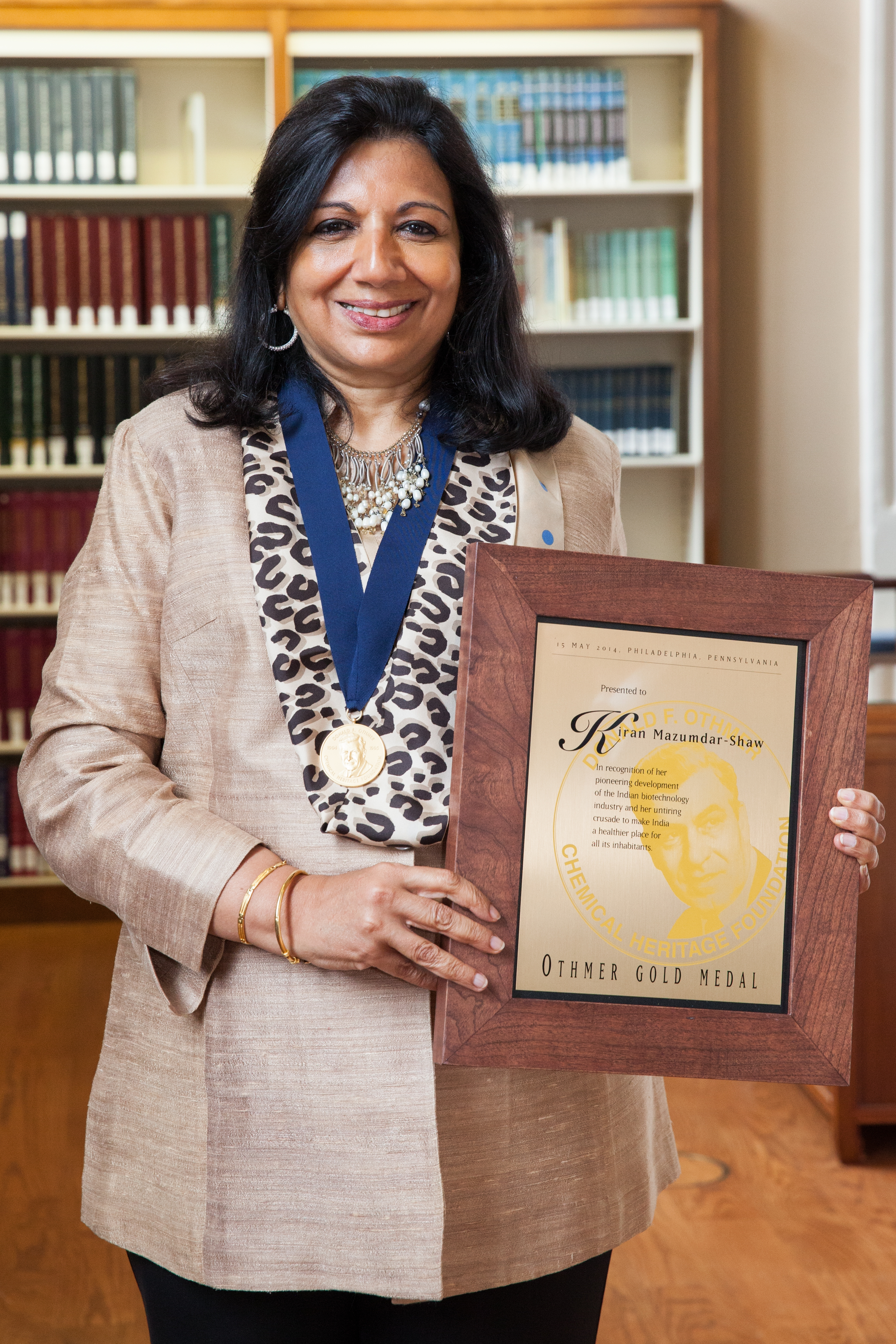
Mazumdar-Shaw com a Medalha de Ouro Othmer, em 2014

A partir de 2010, Mazumdar-Shaw foi nomeada uma das 100 pessoas mais influentes do mundo pela revista TIME. Ela está na lista das 50 melhores mulheres em negócios do Financial Times de 2011. A partir de 2014, ela foi listada como a 92ª mulher mais poderosa do mundo pela Forbes. Em 2015, ela subiu para a 85ª posição no ranking da Forbes. Ela foi eleita a Hindu global do ano pela Pharma Leaders Magazine em 2012.
Ela foi a 14a colocada na Lista de Filantropia Hurun India de 2019 por uma doação de ₹72 crore (US$9 million) e ficou em segundo lugar na lista de mulheres filantropas de 2019, pela Hurun Report India Philanthropy List 2019.

### Prêmios internacionais
Mazumdar-Shaw recebeu vários prêmios internacionais, incluindo a Medalha de Ouro Othmer (2014) por contribuições extraordinárias para o progresso da ciência e da química, o Prêmio Nikkei Asia (2009) para o crescimento regional, o prêmio 'Veuve Clicquot Initiative For Economic Development For Asia' (2007), Ernst &amp; Young Entrepreneur of the Year Award for Life Sciences & Healthcare (2002), e o reconhecimento 'Technology Pioneer' pela World Economic Fórum (2002). Em maio de 2015, a Federation University Australia (antiga University of Ballarat) nomeou uma estrada em seu campus Mt Helen como Mazumdar Drive. Kiran e Shaw participaram da cerimônia de abertura. Em 2019, ela foi a primeira mulher indiana a ser eleita membro da Academia Nacional de Engenharia dos Estados Unidos (NAE) pelo desenvolvimento de biofármacos acessíveis e a indústria de biotecnologia na Índia. Em janeiro de 2020, Kiran se tornou a quarta cidadã indiana a ser homenageada com a mais alta honraria civil da Austrália.

### Prêmios indianos
Seu trabalho no setor de biotecnologia lhe rendeu inúmeros prêmios nacionais, incluindo o Padma Shri (1989) e o Padma Bhushan (2005) do governo da Índia. Ela recebeu o prêmio Economic Times de 'Empresária do Ano' em 2004. No Pharmaleaders Pharmaceutical Leadership Summit, ela foi nomeada "Mulher Indiana Global do Ano" (2012); ela também recebeu o Express Pharmaceutical Leadership Summit Award para "Empreendedor Dinâmico" em 2009. O Prêmio Eminente Empresária do Ano da Câmara dos Comerciantes da Índia foi entregue a Kiran Mazumdar-Shaw em 2006 pelo governador de Maharashtra, SM Krishna. Ela também recebeu o prêmio Lifetime Achievement da Câmara de Comércio da Índia (2005), o 'Prêmio de Liderança Corporativa' pela American India Foundation (2005) e o Prêmio Karnataka Rajyotsava (2002).

### Graus honorários
Mazumdar-Shaw recebeu um doutorado honorário de sua alma mater, Ballarat University, em 2004, em reconhecimento às suas contribuições para a biotecnologia. Ela recebeu doutorados honorários da Universidade de Abertay, Dundee, do Reino Unido (2007), da Universidade de Glasgow, do Reino Unido (2008), da Universidade Heriot-Watt, Edimburgo, do Reino Unido (2008) e da University College Cork, na Irlanda (2012). Ela recebeu um doutorado honorário da Davangere University, da Índia, em sua primeira convocação, julho de 2013, em reconhecimento à sua contribuição no campo da biotecnologia.